# SAP GUI
SAPGUI es el cliente GUI SAP R/3 de  arquitectura de 3 niveles de servidor de aplicaciones, de base de datos, y  cliente. Es un software que se ejecuta en Microsoft Windows, Apple Macintosh o en el escritorio Unix, y permite al usuario acceder a la funcionalidad de SAP en aplicaciones SAP, como SAP ERP y SAP Business Information Warehouse (ahora llamado SAP Business Intelligence). Es la plataforma utilizada para el acceso remoto al servidor central SAP en una red de empresa.

## Familia
- SAP GUI para el entorno Windows
- SAP GUI para Java (TM)ambiente de trabajo
- SAP GUI para el servidor de la transacción HTML / Internet (ITS)

- Requiere Internet Explorer o Firefox como navegador, otros navegadores no están soportados oficialmente por SAP.

- SAP entorno amigable y confiable para el usuario final.

## Versiones de Microsoft Windows
| Release | Release date        | Latest patch | End of life             | Features |
| ------- | ------------------- | ------------ | ----------------------- | --- |
| 1.0     |                     |              |                         | First "GUI" for SAP software; no graphical elements like checkboxes, radiobuttons and icons |
| 1.1     |                     |              |                         | Field length indicated by background colors; fast paths in menus |
| 2.0     |                     |              |                         | New GUI for Windows 3.1; System and Application Toolbar added; icons in System Toolbar |
| 2.1     |                     |              |                         | New graphical elements: checkboxes, radiobuttons, group boxes and push buttons on screen |
| 3.0     |                     |              |                         | Table control introduced; icons added to buttons |
| 3.1     | 1996                |              |                         | Windows95-look with flat buttons; tabstrip control and ABAP List Viewer (ALV) introduced |
| 4.0     |                     |              |                         | Screens contain more information to reduce navigation |
| 4.5     |                     |              |                         | Active X elements introduced; ALV is now based on grid control |
| 4.6D    | Julio de 2000       |              |                         | GUI is re-designed; multiple-areas are introduced to reduce need for screen changes |
| 6.10    | Julio de 2001       |              |                         | |
| 6.20    | Marzo de 2002       |              | 31 de diciembre de 2010 | Scripting added |
| 6.40    | Junio de 2004       |              | 31 de diciembre de 2010 | Unicode support extended; accessibility and usability improved |
| 7.10    | Febrero de 2007     |              | 12 de abril de 2011     | Support for Microsoft Vista and Office 2007; new "Tweak SAP GUI" tool; new ABAP front-end editor |
| 7.20    | Abril de 2010       | 17           | 9 de abril de 2013      | Support for Windows XP; Windows 2003 Server; Windows Vista; Windows 2008 Server; Windows 7 and Office 2010; Built with Visual Studio 2008 |
| 7.30    | Junio de 2012       | 15           | 15 de julio de 2015     | Usability enhancements; new customization features; built with Visual Studio 2010 |
| 7.40    | Octubre de 2014     | 19           | 9 de noviembre de 2019  | Replaces Corbu with Blue Crystal; integrates SAP GUI for Windows 7.40 and Netweaver Business Client 5.0 |
| 7.50    | Mayo de 2017        | 15           | 9 de abril de 2019      | |
| 7.60    | Febrero de 2019     | 15           | 12 de abril de 2022     | Introduces Belize theme, aligning GUI's visual design with the rest of SAP's Fiori applications. Retires Enjoy / Streamline / Tradeshow / SystemDependent themes.                                                                                                  |
| 7.70    | 29 de enero de 2021 | 16           | 9 de abril de 2024      | |
| 8.00    | 27 de enero de 2023 | 12           | January 12, 2027        | The 64bit version; Quartz themes: Modernization of rendering engine and some additional features; HTML Control based on Microsoft Edge: Improvements; Usability improvements in many components; Improvements for SAP Logon; Branding images per system and client |

## Versiones de Java para otros sistemas operativos
| Release | Release date             | Latest patch |
| ------- | ------------------------ | ------------ |
| 7.10    | 31 de octubre de 2007    | 11           |
| 7.20    | 22 de diciembre de 2009  | 10           |
| 7.30    | 10 de diciembre de 2012  | 10           |
| 7.40    | 5 de diciembre de 2014   | 13           |
| 7.50    | 14 de agosto de 2017     | 15           |
| 7.70    | 16 de marzo de 2021      | 9            |
| 7.80    | 19 de septiembre de 2022 | 10           |
| 8.10    | 14 de octubre de 2024    | 4            |

## Single Sign-On
SAPGUI en Microsoft Windows o Internet Explorer también se puede utilizar para Single Sign-On. Hay varias aplicaciones basadas en el portal de autenticación de Single Sign-On. SAPGUI puede tener Single Sign-On con entradas de inicio de sesión SAP también. El Single Sign-On también trabaja en GUI Java.

### La crítica de la utilización de SAP GUI para la autenticación en el acceso al servidor SAP
SAP es una aplicación distribuida, donde se utiliza el software de cliente (SAPGUI) instalado en la estación de trabajo de un usuario para acceder al servidor central de SAP remotamente a través de la red de la empresa. Los usuarios tienen que autenticarse al acceder a SAP. De forma predeterminada, sin embargo, utiliza SAP comunicación sin cifrar (aunque casi todos los paquetes son comprimidos y cifrados a primera vista), que permite a los internos de la empresa obtener acceso a los nombres de usuario y contraseñas de los principales atacantes al escuchar en la red. Esto puede exponer el sistema completo de SAP, si una persona es capaz de tener acceso a esta información de un usuario con autorización extendida en el sistema SAP. Información acerca de esta característica es de acceso público en Internet.

### SAP Secure Communications Network
SAP ofrece una opción para proteger fuertemente la comunicación entre clientes y servidores, llamado Secure Communications Network (SNC).